# Vincenzo Calace
(Alberto Simone, Testimonianza, Il Palazzolo, novembre 1996)
Vincenzo Calace (Trani, 24 novembre 1895 – Molfetta, 11 novembre 1965) è stato un politico e antifascista italiano.

## Biografia

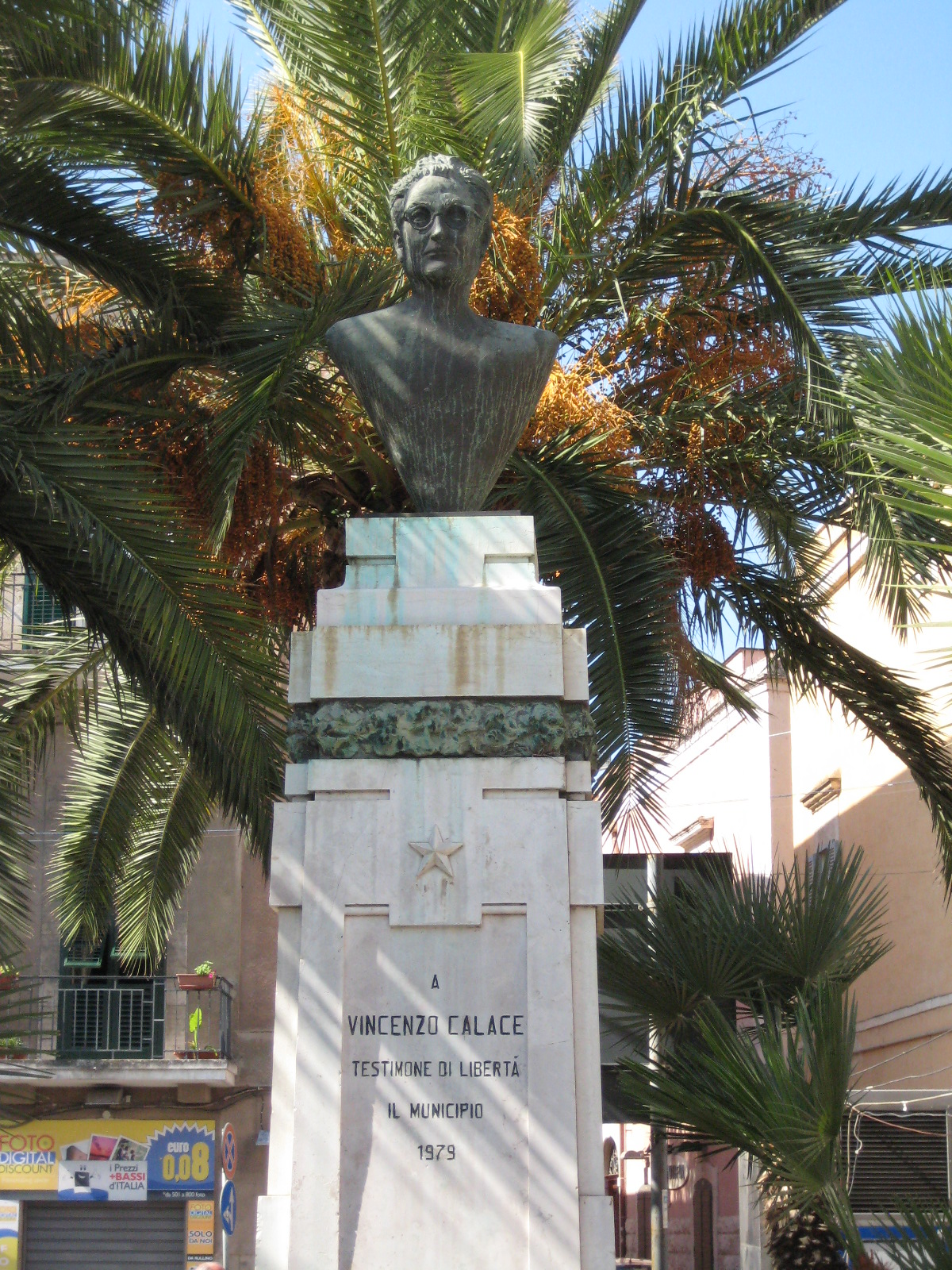
Monumento a Vincenzo Calace a Bisceglie.

Studente della Regia Scuola Tecnica Industriale di Bari, si laurea in Ingegneria meccanica nel 1921 all'Università degli Studi di Napoli Federico II.
Sin dal periodo partenopeo abbraccia con entusiasmo gli ideali mazziniani e repubblicani di Giovanni Bovio. Partecipa alla prima guerra mondiale come ufficiale di artiglieria.
Nel 1922 apre in via Muro Mangilli a Bisceglie, città dove vive ed insegna matematica nel locale Ginnasio, con alcuni compagni di fede mazziniana, la sezione repubblicana intitolata a Giuseppe Mazzini.
Dopo il periodo biscegliese, segnato dalle prime avvisaglie del prepotere fascista, dagli episodi di censura del sindaco e del commissario di PS, e dall'attentato incendiario che distrusse la sede repubblicana, Vincenzo Calace si trasferisce a Milano ed entra nel movimento Giustizia e Libertà. Con Riccardo Bauer, Ernesto Rossi, Giordano Viezzoli, Ferruccio Parri e altri, viene arrestato nel 1930 e condannato dal Tribunale speciale. Si tratta della prima sentenza contro “Giustizia e Libertà” e i suoi massimi dirigenti. Tra gli imputati figurano lo scienziato Umberto Ceva, suicidatosi in carcere, e la spia dell'OVRA Carlo Del Re.
Tornerà libero solo alla caduta del fascismo, dopo aver scontato cinque anni di carcere e otto di confino nelle isole di Ponza e Ventotene, dove ha come compagni di prigionia Ernesto Rossi, Riccardo Bauer, Altiero Spinelli, Francesco Fancello, Sandro Pertini, Luigi Grossuti, Nello Traquandi e altri.
A Bari, dopo un breve secondo arresto inflittogli dalle autorità badogliane, è tra gli esponenti più attivi del Partito d'Azione. Il Partito, nel corso dello storico congresso del CLN (gennaio 1944), lo designa proprio rappresentante nella Giunta Esecutiva Permanente. Qui, in aperta opposizione a Palmiro Togliatti, contrasterà invano la costituzione del Governo di Salerno.
L'anno successivo Calace rifiuta la nomina a Sottosegretario di stato offertagli da Ferruccio Parri. Dal 1947, scomparso il Partito d'Azione, milita nel PSI e, dopo l'espulsione da quest'ultimo, partecipa alle battaglie del movimento di Unità Popolare.
Funzionario della Cassa per il Mezzogiorno negli anni 50 e 60, si spegne a Molfetta in una clinica privata l'11 novembre del 1965.

## Riconoscimenti

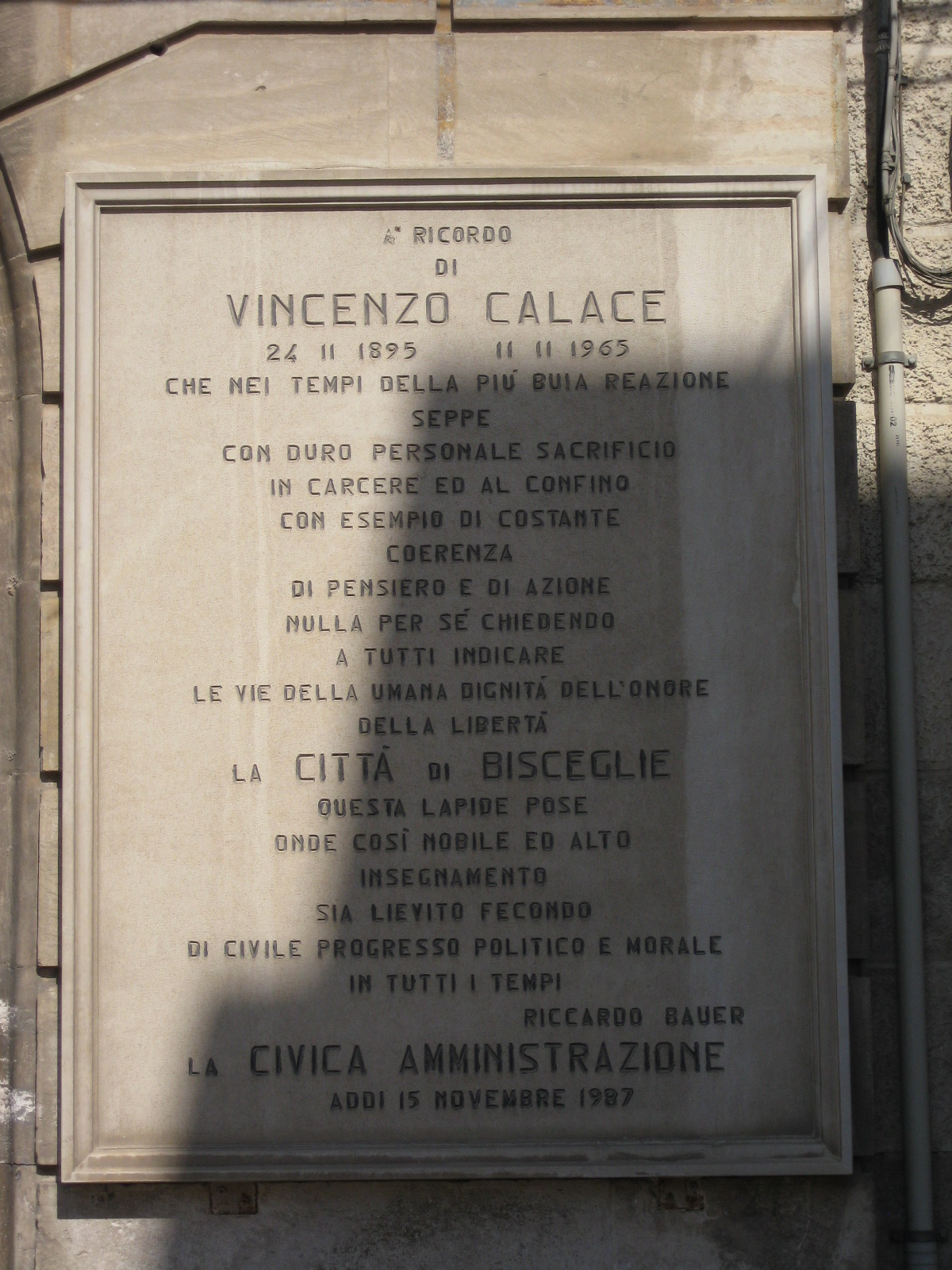
Lapide in ricordo di Vincenzo Calace a Bisceglie

Il Comune di Bisceglie ha eretto in ricordo di Vincenzo Calace un monumento in piazza Margherita. Durante la cerimonia, che si svolse a Bisceglie in piazza Regina Margherita il 1º marzo del 1980 alla presenza di migliaia di cittadini, il presidente della repubblica Sandro Pertini al termine della commemorazione scoprì un busto in bronzo raffigurante Vincenzo Calace.
Il 15 novembre del 1987, la municipalità biscegliese eresse una lapide riportante un testo di Riccardo Bauer in ricordo di Vincenzo Calace, al fianco dell'ingresso della sua dimora locale.
Alcune città nella loro toponomastica hanno dedicato strade a Vincenzo Calace.